# Nils Barchius
Nils Barchius, född 25 november 1676 i Västerås, död där 16 februari 1733, var en svensk biskop. 

## Biografi
Nils Barchius var son till kyrkoherden i Söderbärke i Dalarna, Laurentius Laurentii Barchius, och Anna Rudbeck, dotter till biskop Nicolaus Johannis Rudbeckius. Barchius studerade vid Uppsala universitet och Västmanlands-Dala nation 1689. Han företog därefter en studieresa till Danmark, Tyskland, Holland och England. I sin frånvaro utnämndes han till magister i Uppsala 11 december 1700. 17 augusti 1702 prästvigdes han i Västerås. Efter sin prästvigning fick han tjänst som huspredikant hos hovrådet Nils Gyldenstolpe, och blev 1706 hovpredikant hos änkedrottningen.
Han utnämndes 27 november 1709 till domprost i Västerås domkyrka, en tjänst han tillträdde 1711. År 1719 kallades han till överhovpredikant och biktfader hos drottning Ulrika Eleonora och blev samma år teologie doktor. Han befordrades 14 maj 1725 till pastor i Storkyrkoförsamlingen i Stockholm. Sex år senare, 1731, tillträdde han som biskop i Västerås stift. Barchius var även riksdagsman 1713, 1719, 1726-27 samt 1731.
Barchius arbetade, som strängt ortodox, i riktning för den evangeliska lärans renhet, både i sina predikningar som i riksdagen. Han var aktivt drivande för att få Erik Tolstadius avsatt.
Barchius gifte sig 1/8 1707 med Maria Steuch, dotter till ärkebiskop Mattias Steuchius från Bureätten. 26/4 1720 gifte han om sig med Maria Eufrosina Franc, dotter till landshövding Peder Franc i Nyköping. En dotter i första äktenskapet, Maria Elisabeth Barchia, gifte sig med Johan Rahde som adopterades på ätten Gripenstedt och hon är sålunda stammoder till friherrliga ätten Gripenstedt samt därigenom till Annie Adelsköld, Raoul Wallenbergs farmor. En annan gifte in sig i ätten Cederholm von Schmalensee.